# Галерия Вителия
Галерия Вителия (на латински: Galeria Vitellia) е дъщеря на римския император Вителий и втората му съпруга Галерия Фундана. Сестра е на Вителий Младши (* 62/63; † 69 г.).
През 69 г. баща ѝ я омъжва за управителя на провинция Галия Белгика, Децим Валерий Азиатик, син на Децим Валерий Азиатик (суфектконсул 35 г., консул 46 г.) и Лолия Сатурнина, сестра на Лолия Павлина (третата съпруга на император Калигула). Съпругът ѝ е легат, номиниран за суфектконсул 69 г., но умира преди това. Галерия ражда син Марк Лолий Павлин Децим Валерий Азиатик Сатурнин, който е суфектконсул 94 г. и консул 125 г.
Според Тацит след това Вителий предлага през 69 г. ръката ѝ на своя противник Антоний Прим. По-късно император Веспасиан ѝ осигурява блестяща женитба и ѝ прави подаръци.
Братът на Вителия Вителий Младши е убит през края на 69 или началото на 70 г. по заповед на Гай Лициний Муциан.